# Aspilota alfalfae
Aspilota alfalfae is een insect dat behoort tot de orde vliesvleugeligen (Hymenoptera) en de familie van de schildwespen (Braconidae). De wetenschappelijke naam van de soort werd voor het eerst geldig gepubliceerd door Fischer, Lashkari Bod, Rakhshani & Talebi in 2011.